# Franci Krevh
Franci Krevh, slovenski glasbenik, * 1973, Slovenj Gradec.
Franci Krevh je začel pridobivati glasbene izkušnje v rodnem Slovenj Gradcu, kjer je s skupinami Xenophobia, Pulsa Theatro in Jazoo soustvarjal alternativno ter rokovsko sceno na Koroškem in širše.
Diplomiral je na oddelku za tolkala na Akademiji za glasbo v Ljubljani pri prof. Borisu Šurbku. Je član Orkestra Slovenske filharmonije in se je med drugim predstavil tudi kot solist (Tan Dun: Paper Concerto; Nina Šenk: Quadrum in drugo).
Tolkala in tolkalna glasba predstavljajo središče njegovega poklicnega in prostočasnega zanimanja. Tako je ustanovni član tolkalne skupine Slovenski tolkalni projekt, s katero redno izdaja zgoščenke ter gostuje na domačih in tujih odrih. Strokovno in sistematično se poglablja v slovensko tolkalno glasbo, ob tem pa skupaj s kolegi in kiparko Alenko Vidrgar raziskuje unikatni zvok in inovativno glasbeno uporabnost kraškega kamna.
Je soavtor Tolkalnega terminološkega slovarja, ki sta ga pripravila z jezikoslovko Marjeto Humar na Inštitutu Frana Ramovša ZRC SAZU.
V zadnjih letih delovanja se je uveljavil tudi kot snovalec simfoničnih programov za mlade, med njimi so simfonične matineje Glasbene mladine Slovenije, od leta 2020 pa je umetniški vodja družinskih abonmajev Slovenske filharmonije.
Nove izzive išče z Ansamblom za sodobno glasbo MD7 in ansamblom za staro glasbo Capella Carniola. 
Veliko energije namenja praktičnemu približevanju glasbe, zlasti tolkalne, mladim. Je ustvarjalec glasbenih predstav za otroke in različnih tolkalnih delavnic.
Z Ansamblom za sodobno glasbo MD7 je leta 
2013 prejel Lipovškovo nagrado.
S skupino Slovenski tolkalni projekt (SToP ) pa je leta 2013 prejel Župančičevo nagrado in leta 2014 nagrado Prešernovega sklada.
27. septembra 2024 je nastopil funkcijo člana Nacionalnega sveta za kulturo. 